# Escuela Nacional Preparatoria 7
La Escuela Nacional Preparatoria 7 es una de las nueve escuelas nacionales pertenecientes al bachillerato de la Universidad Nacional Autónoma de México y lleva el nombre del jurista mexicano Ezequiel A. Chávez.
Inicio sus funciones el 16 de abril de 1960 en las instalaciones del Antiguo Colegio de San Ildefonso, en el Centro histórico de la Ciudad de México.

## Historia y direcciones auxiliares

### 1961 - 1966
La primera administración estuvo a cargo del Dr. Marcial Portilla Aguilar, quien realizó las gestiones para proveer a los laboratorios de aparatos y materiales necesarios para las prácticas del alumnado. Se instaló un laboratorio de fotografía para la elaboración del material didáctico, y una sala de proyecciones con el fin de utilizar los medios audiovisuales para dar impulso a las cátedras. El mobiliario del salón Paraninfo fue restaurado y se acondicionó la sala "Sor Juana Inés de la Cruz", para que se impartieran las clases de apreciación musical. A principios de febrero de 1964, se terminaron de construir las instalaciones actuales en Calzada de la Viga y la esquina de Zoquipa. El 11 de febrero de 1964 fueron inauguradas oficialmente por el presidente, Adolfo López Mateos, junto con el rector, Ignacio Chávez, el secretario de la SEP, Jaime Torres Bodet, y el regente capitalino, Ernesto P. Uruchurtu.
En 1965, el Dr. Portilla fue confirmado para un segundo periodo en la dirección, sin embargo, por motivos políticos tuvo que presentar su renuncia en 1966, ese mismo año, los alumnos participaron en el paro que finalmente culminó con la renuncia del Dr. Ignacio Chávez, entonces rector de la UNAM.

### 1966 - 1970
Estuvo a cargo del Lic. José Antonio Ruiz Acosta quien fundó el coro del plantel, conocido hasta nuestros días como "El Coro de La Viga". Impulsó las actividades estéticas y académicas y organizó los festivales "Sábados de la Viga". A principios del año de 1968 renunció al cargo. Designado en marzo de 1968, el Lic. Moisés Hurtado González, desempeñó su cargo con un alto sentido de responsabilidad, organizando y promoviendo las actividades académicas, culturales y deportivas del plantel. En 1970 fue elegido para el cargo de director general de la Escuela Nacional Preparatoria y por tal motivo tuvo que dejar la administración del plantel.

### 1970 - 1974
Fue presidida por Manuel Barrientos de León quien impulsó las actividades estéticas y deportivas, incrementando la plantilla del personal docente debido al aumento de la población estudiantil.

### 1974 - 1982
Encabezada por el Dr. José Díaz Galindo -secretario general durante la administración del Lic. Barrientos-, fue el primer director en administrar el plantel por dos periodos de gobierno.

### 1982 - 1986 y 1994 - 1998
Fue dirigida por el Ing. Jorge Rubio Romero. La primera ocasión de 1982 a 1986 y posteriormente de 1994 a 1998. Durante la segunda gestión, se realizaron los primeros intercambios estudiantiles con escuelas extranjeras. En 1996 se inauguró el edificio que ocupa la biblioteca "José Castillo Farreras", los laboratorios avanzados de ciencias experimentales (LACE) y el laboratorio de informática. En septiembre de 1996, un comando de hombres armados irrumpió en las instalaciones, amagando al personal de vigilancia y sustrayendo más de 50 computadoras.

### 1986 - 1994
Estuvo a cargo del Lic. Salvador Azuela Arriaga de 1986 a 1994, fue el segundo director en dirigir el plantel durante dos periodos de gobierno.

### 1998 - 2003

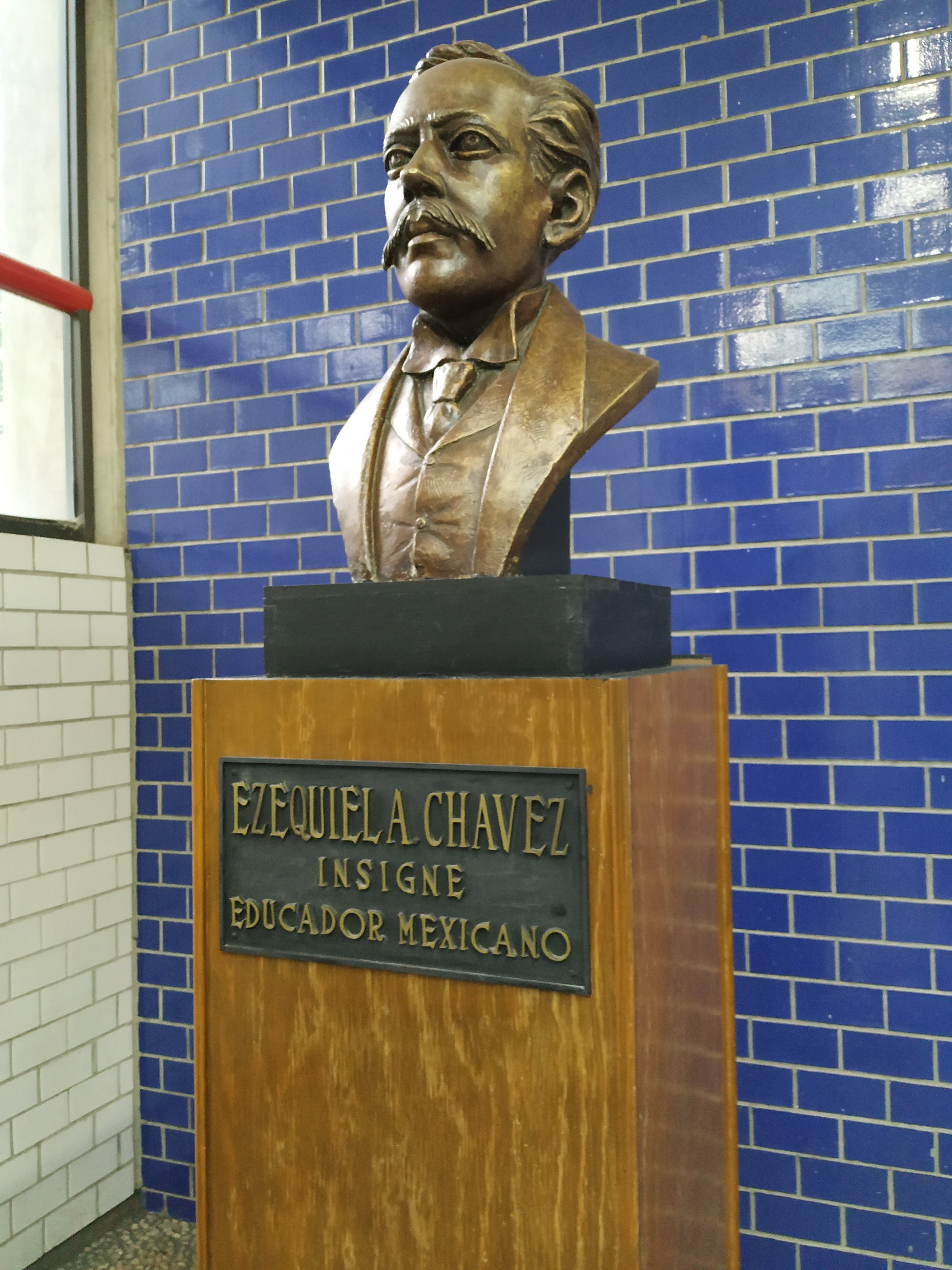
Ezequiel A. Chávez, fue un abogado y psicólogo mexicano rector de la UNAM en dos ocasiones.

La administración fue encomendada al Mtro. Joaquín Meza Coria durante los años 1998 a 2003. Durante la primera gestión de 1998 a 2002, se logró la fundación del Consejo Universitario Defensor de los Derechos Humanos (CUDDH) –primer organismo defensor de los derechos estudiantiles independiente a la administración central– que, durante la huelga de 1999, defendió a los huelguistas y protegió los derechos académicos de quienes fueron afectados por este conflicto. En julio de 2001, por órdenes de Joaquín Meza, se anularon las elecciones extraordinarias de alumnos para el Consejo Interno, retirándoles fraudulentamente el triunfo a Diana Alvarado y a Cristian Camacho, tras una elección muy reñida (54.9% > 45.9%).
El segundo periodo, inició el 10 de septiembre de 2002 en medio de un intenso conflicto donde algunos sectores de la comunidad académica y estudiantil reclamaban el cambio de director por acusaciones de corrupción, nepotismo y encabezar grupos porriles. La mañana del 11 de noviembre de 2003, un grupo de estudiantes iniciaron un paro de labores y se apoderaron de las instalaciones del plantel. Algunos funcionarios se negaron a abandonarlo y se refugiaron en las oficinas administrativas, en respuesta, los paristas colocaron un muro de cemento y ladrillos en el acceso principal de la dirección. Una vez que el Arq. Héctor Enrique Herrera León y Vélez, entonces director general de la Escuela Nacional Preparatoria, se presentó en el lugar para atender el llamado de los jóvenes, se logró llegar a varios acuerdos para solucionar el conflicto, entre ellos, la destitución inmediata del director auxiliar, Joaquín Meza Coria.

### 2003 - 2007
Fue encabezada por la Lic. Satilda González Baños –la primera mujer al frente del plantel–, quien reorganizó y reconcilió las diferencias que dejó su antecesor entre la comunidad preparatoriana. El mérito más importante durante su administración ocurrió el 14 de abril de 2005, cuando se aprobó por unanimidad en la sesión del Consejo Técnico de la ENP que, la biblioteca del plantel llevaría el nombre del maestro y filósofo, José Castillo Farreras. Durante su gestión se construyó el edificio para actividades estéticas.

### 2007 - 2015
El 13 de diciembre de 2007, fue designado el Lic. Leopoldo Martínez González, como director auxiliar para el periodo de 2007 al 2011. Su gestión se vio comprometida por diversos conflictos. El 7 de mayo de 2008, un grupo de trabajadores agredió a la jefa de la unidad administrativa e impidieron las labores académicas, evitando que se aplicara el período de exámenes ordinarios (finales), afectando a un sinnúmero de estudiantes del plantel. En respuesta, los alumnos bloquearon la vialidad donde se ubica la escuela para que el director resolviera el problema con los trabajadores.
El 4 de marzo de 2011, a través del periódico La Jornada, se denunció a los profesores Carlos Gloria y Patricia Marcelino por hostigamiento sexual y acoso académico. En respuesta, el Dr. José Narro Robles, rector de la UNAM, se comprometió a que la institución tomará decisiones enérgicas en contra de los responsables. Además, la Asamblea Legislativa del Distrito Federal, condenó que dentro de la máxima casa de estudios de México se cometan actos como el acoso sexual, el machismo y la discriminación e instruyó al Instituto de la Juventud para que intervenga en el problema que enfrentan alumnos de la preparatoria. Finalmente, los profesores y el abogado del plantel fueron despedidos.
El 13 de diciembre de 2011, fue designado el Lic. José Ricardo García Rodríguez, como director para el periodo de 2011 al 2015. Tras conflictos con alumnos, académicos y trabajadores, declinó su reelección.

### 2015 - 2019
El 13 de diciembre de 2015, fue designada como directora la Mtra. María del Carmen Rodríguez Quilantán, para el periodo 2015 a 2019. El 19 de noviembre de 2019, varios alumnos motivados por casos de acoso sexual, desvío de recursos, corrupción y para impedir la reelección de la directora, tomaron las instalaciones y declararon un paro indefinido de labores. Debido a que no se pudo llevar a cabo la sesión del Consejo Interno para elaborar la lista de candidatos a la dirección, el periodo de la Mtra. Rodríguez feneció durante el paro. El 13 de diciembre de 2019, la secretaria general del plantel, Diana Verónica Labastida, quedó ipso facto como directora interina y ella renuncia al no aceptar ese puesto. 
Es por ello, por lo que la Dirección General de la ENP acordó con las estudiantes paristas, designar al Lic. Jaime Cortés Vite como encargado de la dirección, por lo que el 28 de enero de 2020, se anunció el reinicio de actividades académicas.

### 2021 - presente
El 1 de diciembre de 2021, fue designado el Mtro. Víctor Manuel Coffe Ramírez como director auxiliar para el periodo 2021-2025.

## Biblioteca José Castillo Farreras
La biblioteca del plantel lleva el nombre profesor José Castillo Farreras como homenaje a su desempeño como académico y universitario durante cincuenta años. La biblioteca permanece abierta de lunes a jueves de 8:00 a 21:00 horas y los viernes de 8:00 a 20:30 horas.

## Egresados destacados
- Hugo Sánchez (Exfutbolista y entrenador)[19]
- Martí Batres Guadarrama (Político)[20]
- Aída Román (Atleta olímpica)[21]
- René Avilés Fabila[22] y José Agustín[23] (escritores)